# Christian Siegfried von Bassewitz
Christian Siegfried von Bassewitz (14. februar 1755 på Gneven, Mecklenburg – 4. august 1831) var en dansk officer.
Han var en søn af kammerjunker Bassewitz, stamherre til Gneven i Mecklenburg, blev dansk kadet 1771, sekondløjtnant ved jyske regiment ryttere 1776, premierløjtnant 1778, i hvilket år han fik tilladelse til med ritmesters karakter at gå i russisk krigstjeneste. Om hans forhold her kendes intet. 1790 er han allerede major og ansat ved fynske regiment lette dragoner, 1803 overgik han som oberstløjtnant til sjællandske regiment ryttere, blev oberst 1808 og kommanderede midlertidig det nys oprettede Prins Frederik Ferdinands Dragonregiment; han var tillige en kort tid chef for slesvigske regiment ryttere, men vendte i slutningen af 1809, udnævnt til generalmajor, tilbage til sjællandske rytterregiment som chef og beholdt denne post, indtil han 1829 afgik fra tjenesten som generalløjtnant. I 1813-14 kommanderede han rytterbrigaden i 2. armédivision. 1824 udnævntes han til Storkors af Dannebrog.
Bassewitz var gift med Christine Frederikke Kjerulff (døbt 20. december 1780, død 5. november 1860), en datter af daværende forpagter Rasmus Kjerulff i Ødsted. Han døde 4. august 1831.